# Igor Ćuković
Igor Ćuković (in serbo Игор Ћуковић?; Nikšić, 6 giugno 1993) è un calciatore montenegrino, difensore del Loznica.

## Carriera

### Club
Ćuković ha cominciato la carriera con la maglia del Sutjeska. Ha esordito in Prva crnogorska fudbalska liga in data 20 novembre 2010, schierato titolare nella sconfitta per 2-0 patita sul campo dell'OFK Bar. Il 21 maggio 2011 ha trovato la prima rete nella massima divisione locale, nella vittoria per 2-1 sul Rudar Pljevlja.
Ha contribuito alla vittoria finale del campionato 2012-2013. In virtù di questo traguardo, il Sutjeska si è qualificato per i turni preliminari della Champions League 2013-2014, manifestazione in cui Ćuković ha esordito il 16 luglio 2013: è stato titolare nel pareggio per 1-1 contro lo Sheriff Tiraspol. Il Sutjeska ha poi vinto anche il campionato 2013-2014.
A gennaio 2017, Ćuković è passato all'Iskra. L'8 marzo 2017 è stato ingaggiato dai norvegesi dell'Elverum, al termine di un breve periodo di prova: ha firmato un contratto annuale. Ha esordito in 1. divisjon il 2 aprile successivo, impiegato da titolare nella sconfitta per 2-0 subita sul campo del Sandnes Ulf. Il 15 ottobre successivo ha trovato il primo gol in squadra, nella partita persa per 1-2 contro il Kongsvinger. Al termine di quella stessa annata, l'Elverum è retrocesso in 2. divisjon.
Svincolato dopo questa esperienza, è stato ingaggiato dagli albanesi del Kamza. Il 10 febbraio 2018 è arrivato pertanto il debutto in Kategoria Superiore, subentrando a Xhuljo Mehmeti nel successo per 0-1 arrivato sul campo del Kukësi. Il 29 aprile è arrivata la prima rete, nel 3-3 arrivato in casa del Teuta.
A gennaio 2019 è stato tesserato dai cechi dello Znojmo, militanti in Fotbalová národní liga, secondo livello del campionato locale. Ha debuttato in squadra il 4 marzo, nella sconfitta per 2-1 arrivata in casa del Vysočina Jihlava, sfida in cui si è visto infliggere contro anche un cartellino rosso. L'8 maggio successivo ha segnato la prima rete, nella partita persa per 2-3 contro il Táborsko.
Termina questa esperienza, ha fatto ritorno in Montenegro per giocare nel Rudar Pljevlja. Il 5 agosto 2019 è quindi tornato a calcare i campi da calcio locali, giocando da titolare nella sconfitta per 2-0 in casa del Budućnost. Il 14 agosto ha siglato il primo gol, contro l'OFK Titograd.
In vista del campionato 2020-2021, si è accordato con il Budućnost.

### Nazionale
Ćuković ha rappresentato il Montenegro a livello Under-19 e Under-21. Il 4 giugno 2014 ha giocato l'unica partita con quest'ultima rappresentativa, venendo schierato titolare nella sconfitta per 4-0 subita contro l'Italia, in amichevole.

## Statistiche

### Presenze e reti nei club
Statistiche aggiornate al 24 settembre 2020.
| Stagione        | Club            | Campionato      | Campionato | Campionato | Coppe nazionali | Coppe nazionali | Coppe nazionali | Coppe continentali | Coppe continentali | Coppe continentali | Supercoppe | Supercoppe | Supercoppe | Totale | Totale |
| Stagione        | Club            | Comp            | Pres       | Reti       | Comp            | Pres            | Reti            | Comp               | Pres               | Reti               | Comp       | Pres       | Reti       | Pres   | Reti   |
| --------------- | --------------- | --------------- | ---------- | ---------- | --------------- | --------------- | --------------- | ------------------ | ------------------ | ------------------ | ---------- | ---------- | ---------- | ------ | ------ |
| 2010-2011       | Sutjeska        | 1L              | 6          | 0          | CM              | 2               | 0               | -                  | -                  | -                  | -          | -          | -          | 8      | 0      |
| 2011-2012       | Sutjeska        | 1L              | 9          | 0          | CM              | ?               | ?               | -                  | -                  | -                  | -          | -          | -          | 9+     | 0+     |
| 2012-2013       | Sutjeska        | 1L              | 27         | 3          | CM              | ?               | ?               | -                  | -                  | -                  | -          | -          | -          | 27+    | 3+     |
| 2013-2014       | Sutjeska        | 1L              | 27         | 1          | CM              | ?               | ?               | UCL                | 2                  | 0                  | -          | -          | -          | 29+    | 1+     |
| 2014-2015       | Sutjeska        | 1L              | 5          | 0          | CM              | ?               | ?               | UCL                | 2                  | 0                  | -          | -          | -          | 7+     | 0+     |
| 2015-2016       | Sutjeska        | 1L              | 30         | 1          | CM              | ?               | ?               | UEL                | 0                  | 0                  | -          | -          | -          | 30+    | 1+     |
| 2016-gen. 2017  | Sutjeska        | 1L              | 8          | 0          | CM              | 1               | 0               | -                  | -                  | -                  | -          | -          | -          | 9      | 0      |
| Totale Sutjeska | Totale Sutjeska | Totale Sutjeska | 112        | 5          |                 | 3+              | 0+              |                    | 4                  | 0                  |            | -          | -          | 119+   | 5+     |
| gen.-mar. 2017  | Iskra           | 1L              | 0          | 0          | CM              | 0               | 0               | -                  | -                  | -                  | -          | -          | -          | 0      | 0      |
| 2017            | Elverum         | 1D              | 27         | 1          | CN              | 2               | 0               | -                  | -                  | -                  | -          | -          | -          | 29     | 1      |
| gen.-giu. 2018  | Kamza           | KS              | 17         | 1          | CA              | -               | -               | -                  | -                  | -                  | -          | -          | -          | 17     | 1      |
| gen.-giu. 2019  | Znojmo          | 2L              | 11         | 2          | CRC             | -               | -               | -                  | -                  | -                  | -          | -          | -          | 11     | 2      |
| 2019-2020       | Rudar Pljevlja  | 1L              | 30         | 3          | CM              | ?               | ?               | -                  | -                  | -                  | -          | -          | -          | 30+    | 3+     |
| 2020-2021       | Budućnost       | 1L              | 4          | 0          | CM              | 0               | 0               | UCL+UEL            | 1+2                | 1+0                | -          | -          | -          | 7      | 1      |
| Totale          | Totale          | Totale          | 201        | 12         |                 | 5+              | 0+              |                    | 7                  | 1                  |            | -          | -          | 213+   | 13+    |

## Palmarès

### Club

#### Competizioni nazionali
- Campionato montenegrino: 3

Sutjeska: 2012-2013, 2013-2014
Budućnost: 2020-2021
- Coppa del Montenegro: 2

Budućnost: 2020-2021, 2021-2022